# Mont Hayes
El Mont Hayes, amb 4.216 msnm, és una de les muntanyes més altes de l'Alaska Range, a l'estat d'Alaska, Estats Units. És destacable els grans desnivells que té aquesta muntanya. Així, la seva cara nord-est s'eleva 2.440 m en poc més de 3,2 km. La seva prominència és molt alta, situant-se entre els primers 75 cims del món.

## Primera ascensió
La seva primera ascensió es va fer el 1941 per Bradford Washburn, Barbara Washburn, Ferris Benjamí, Hendricks Sterling, Henry Hall i William Shand, per la seva cara Nord. Aquesta és una muntanya molt poc visitada pels escaladors pel seu emplaçament remot i dificultats d'accés.